# Малиновский, Миколай
Мико́лай Малино́вский (пол. Mikołaj Malinowski, лит. Mikalojus Malinovskis, 17 декабря 1799 — 29 июня 1865) — историк, археограф, издатель документов по истории Литвы и Польши.

## Биография
Учился в императорском Виленском университете, ученик Готфрида Эрнста Гроддека и Иоахима Лелевеля . Будучи студентом, состоял в обществе филаретов, был председателем «синего» отделения общества.
С ноября 1823 по апрель 1824 за участие в тайном студенческом обществе пребывал в заключении под следствием и судом. Избежав ссылки, жил в Вильне, сотрудничал в здешней периодической печати, входил в состав Виленской археологической комиссии.
В 1859 году Николай Иванович Малиновский являлся действительным членом личного состава Музеума древностей Виленской археологической комиссии.

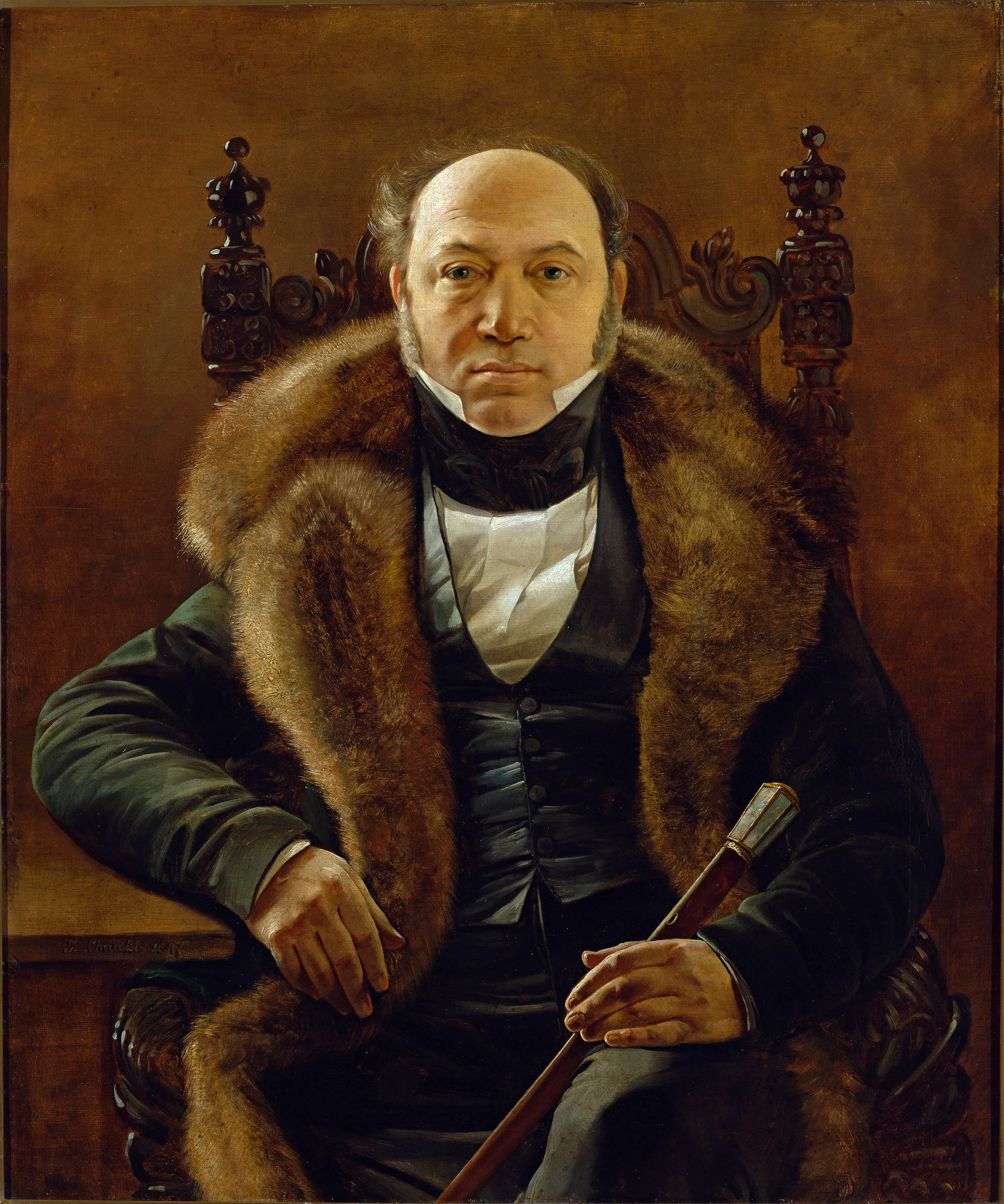
Портрет кисти Ивана Хруцкого (1847)

Напечатал около десяти научных статей. Посмертно опубликованы воспоминания (Краков, 1907). Важнейшим вкладом в науку считается издание исторических источников — «Хроники» Мацея Стрыйковского (Вильна, 1846), «Хроники» Ваповского (Вильна, 1847, в собственном переводе с латинского на польский).
Собрал большую библиотеку в несколько тысяч томов, которую после его смерти приобрёл Ян Дзялынский для Курницкой библиотеки.
Похоронен на кладбище Расу в Вильне.

## Творчество
Под его руководством издано много ценных книг по польско-литовско-русской истории:
- Zrzódła do dziejów polskich Tom 1 (1844) Tom 2 (1844)
- Kronika polska, litewska, żmódzka i wszystkiéj Rusi Macieja Stryjkowskiego Tom 1 (1846) Tom 2 (1846)
- Pamiętniki o dawnéj Polsce z czasów Zygmunta Augusta, obejmujące listy Jana Franciszka Commendoni do Karola Boromeusza z Biblioteki Berberiańskiej Tom 1 (1847) Tom 2 (1847)
- Dzieje Korony Polskiéj i Wielkiego Księstwa Litewskiego od roku 1380 do 1535 Tom 1 (1847) Tom 2 (1847) Tom 3 (1848)
- Żywoty arcybiskupów gnieźnieńskich, prymasów Korony Polskiéj i Wielkiego Księstwa Litewskiego, od Wilibalda do Andrzeja Olszowskiego włącznie Tom 1 (1860) Tom 2 (1860) Tom 3 (1860) Tom 4 (1860) Tom 5 (1860)
- Stanisława Laskiego prace naukowe, dyplomatyczne z dodaniem dzieł Jana Tarnowskiego (1864).